# Laines-aux-Bois
Laines-aux-Bois település Franciaországban, Aube megyében. Lakosainak száma 530 fő (2022. január 1.). Laines-aux-Bois Prugny, Saint-Germain, Saint-Pouange, Souligny és Vauchassis községekkel határos.

## Népesség
A település népességének változása:
| Lakosok száma | 305  | 397  | 416  | 500  | 510  | 517  | 523  | 529  | 529  | 530  |
|               | 1968 | 1982 | 1990 | 2006 | 2013 | 2015 | 2017 | 2019 | 2020 | 2022 |